# Dulacia pauciflora
Dulacia pauciflora är en tvåhjärtbladig växtart som först beskrevs av George Bentham, och fick sitt nu gällande namn av O. Kuntze. Dulacia pauciflora ingår i släktet Dulacia och familjen Olacaceae. Inga underarter finns listade i Catalogue of Life.